# Pargumbangan
Pargumbangan is een bestuurslaag in het regentschap Tapanuli Selatan van de provincie Noord-Sumatra, Indonesië. Pargumbangan telt 695 inwoners (volkstelling 2010).